# Jay (Florida)
Jay è un comune statunitense della Contea di Santa Rosa nello stato della Florida. Fa parte dell'area metropolitana di Pensacola.